# 辛南梳妆楼
辛南梳妆楼，位于山西省临汾市洪洞县辛村镇辛南村东南女娲庙院内。该庙创建于元代，庙内其他建筑均被拆毁，近年重建。梳妆楼二层，正方形平面，楼下深广各三间，设回廊，楼上一间，庑殿顶。辛南梳妆楼已公布为洪洞县文物保护单位。